# Sakuma Shōzan
Sakuma Shōzan (佐久間 象山 Tá Cửu Gian Tượng Sơn, ngày 22 tháng 3 năm 1811 – ngày 12 tháng 8 năm 1864) đôi khi được gọi là Sakuma Zōzan, tự Tử Địch (子迪 してき) sau xưng là Tử Minh (子明 しめい), là một chính trị gia và học giả Nhật Bản cuối thời Edo.

## Tiểu sử
Chào đời với cái tên khai sinh Sakuma Kunitada, là con trai của một samurai và học giả Sakuma Ichigaku (佐久間 一学 Tá Cửu Gian Nhất Học) và vợ là Arai Mann (荒井 まん Hoang Tỉnh Mann), và quê ở Shinshū (信州 Tín Châu) (hoặc tỉnh Shinano) nay thuộc tỉnh Nagano. Năm 23 tuổi, ông đến Edo và dành suốt 10 năm trau dồi Hán học (漢学 Kangaku).
Về sau, ông bắt đầu chuyển hướng nghiên cứu sang Rangaku (蘭学 Lan học hay Hà Lan học) ở tuổi 33, với sự giúp đỡ tận tình của học giả rangaku Kurokawa Ryōan (黒川良安 Hắc Xuyên Lương An). Năm 1844, ông kiếm được quyển Huishoudelyk Woordboek, bản dịch tiếng Hà Lan cuốn từ điển bách khoa của Nöel Chomel, từ đó Sakuma mày mò học cách chế tạo thủy tinh, rồi đến nam châm, nhiệt kế, máy ảnh và kính thiên văn. Cuốn bách khoa toàn thư này sau được Utagawa Genshin (宇田川玄真 Vũ Điền Xuyên Huyền Chân) dịch sang tiếng Nhật với tựa đề Kōseishinpen (厚生新編 Hậu sinh tân biên).
Năm 1849, ông tìm học về điện, qua cuốn sách của nhà khoa học Hà Lan Van den Bergh, và tạo ra cỗ máy điện báo đầu tiên ở Nhật, năm năm trước khi được Đề đốc Perry tặng một chiếc như vậy vào năm 1854. Ông cũng phát minh ra máy điện bắt nguồn từ chiếc Elekiter.
Từ năm 1842, khi phân tích về thất bại của Trung Quốc trước nước Anh trong cuộc Chiến tranh nha phiến lần thứ nhất và sự lan rộng ảnh hưởng của phương Tây ở châu Á, Sakuma đã chủ động đề xuất việc áp dụng binh pháp phương Tây cho Mạc phủ và thiết lập phòng thủ hàng hải, thông qua cuốn sách mang tên "Kaibō hachi-saku" (海防八策 Hải phòng bát sách). Sau khi nhận lệnh Mạc phủ dịch sang tiếng Nhật cuốn Thánh võ ký (聖武記 Shèngwu Ji) và Hải quốc đồ chí (海国图志 Hǎiguó túzhì) của học giả Trung Quốc Ngụy Nguyên (魏源 Wei Yuan) (1794 – 1857), Sakuma bị ấn tượng bởi những điểm tương đồng trong ý tưởng của họ liên quan đến việc phòng bị chống lại phương Tây. Tác phẩm của ông đã mang lại một số danh tiếng, và biến ông trở thành người thầy lỗi lạc của một số nhà lãnh đạo tương lai trong công cuộc Minh Trị Duy tân (Yoshida Shōin, Katsu Kaishū, Sakamoto Ryōma, Nakaoka Shintarō, Hashimoto Sanai, Katō Hiroyuki, Nishimura Shigeki, Yamamoto Kakuma).
Năm 1853, khi Yoshida Shōin bị Mạc phủ bỏ tù vì lén trốn lên một trong những con tàu của Perry, Sakuma cũng bị hình phạt quản thúc tại gia (蟄居 Chập cư), và ông đã phải chịu đựng tình cảnh này suốt chín năm liền. Trong thời gian ở nhà, ông vẫn tiếp tục nghiên cứu Tây học, và phát triển nhiều loại máy điện khác nhau dựa trên cỗ máy elekiter và pin Daniell, máy đo địa chấn đầu tiên của Nhật Bản, cũng như những cải tiến về súng. Sau khi được phóng thích, Sakuma Shōzan nhấn mạnh rằng giải pháp duy nhất cho các cuộc xung đột của đất nước là chuyển triều đình từ Kyoto đến lâu đài Hikone, và tiếp tục chủ trương mở cửa các hải cảng của Nhật Bản cho các thương nhân nước ngoài, cũng như củng cố Mạc phủ thông qua sự hợp tác với triều đình theo tư tưởng Kōbu gattai (公武合体 Công Vũ hợp thể).

## Ám sát
Tháng 7 năm 1864, Shōzan, theo sau là một vài tùy tùng, đang cưỡi ngựa trên đường đến Kyoto. Con ngựa của Shōzan được gắn một chiếc yên châu Âu, và cầm trong tay một bản sao chiếu chỉ của triều đình về việc mở cửa các hải cảng của đất nước cho thương nhân nước ngoài. Ông đang thực hiện nhiệm vụ gặp gỡ một công khanh để giải thích ý tưởng của mình và xin phép Thiên hoàng Kōmei công bố việc mở cửa hợp pháp các hải cảng cho người nước ngoài vào buôn bán. Ông không thể gặp vị công khanh trong triều và quyết định trở về sau chuyến thăm thất bại này.
Ngày 12 tháng 8 năm 1864, khi ông đặt chân đến quận Sanyo-kiya-cho, đám tùy tùng bị bỏ lại phía sau khá xa, đã không nhận ra rằng hai kẻ bí ẩn đang đi bộ theo sát chủ nhân mình. Ngay sau đó Shōzan bị một nhóm nhỏ võ sĩ từ các phiên Higo và Oki tập kích giữa ban ngày ban mặt. Shōzan ngã khỏi ngựa và chảy rất nhiều máu sau cuộc tấn công, với những tên võ sĩ quá khích rút kiếm đang tiến lại gần chỗ ông nằm. Shōzan bị một hitokiri trong bọn tên Kawakami Gensai giết bằng một nhát kiếm chí mạng. Sau cái chết của Shōzan, đám võ sĩ ngay lập tức bỏ trốn khỏi hiện trường trước khi tùy tùng của ông kịp đến nơi. Họ phát hiện thi thể Shōzan nằm bất động, máu me đầm đìa với 13 vết thương do đám võ sĩ gây ra.
Ngay sau khi vụ việc xảy ra, tại Tenryu-ji, Kyoto, Kawakami Gensai kể với những kẻ đồng mưu rằng, "Đây là lần đầu tiên tôi thực sự cảm thấy mình đã giết một ai đó; tóc trên đầu tôi dựng đứng vì ông ta là người vĩ đại nhất mọi thời đại."
Vào ngày sau cái chết của Shōzan, một tấm biển được đặt ở cổng chính của đền Gion giải thích lý do giết người:
Shōzan ủng hộ Tây học và vận động mở cửa các hải cảng cho việc giao thương. Đây là điều chính yếu không thể bỏ qua được. Hơn nữa, trong âm mưu với phiên Aizu và Hikone hèn hạ, hắn ta đã dám giao Thiên hoàng cho phiên Hikone. Vì hắn ta là một kẻ phản bội xấu xa và ghê tởm, chúng tôi đã giáng đòn trừng phạt dành cho hắn.— phe Tôn vương Nhương di

## Gia đình
Shōzan có ít nhất hai tình nhân, một người tên là Ochō sinh đứa con trai duy nhất vào ngày 6 tháng 12 năm 1848. Sau đó ở tuổi 42, ông kết hôn với cô em gái 16 tuổi của Katsu Kaishū là Katsu Junko vào năm 1853. Con trai của ông là Miura Keinosuke (三浦啓之助), tên thật là Sakuma Kakujirō, sau khi Shōzan mất liền gia nhập Shinsengumi vào tháng 9 năm 1864 để trả thù cho cái chết của cha mình.

## Di sản

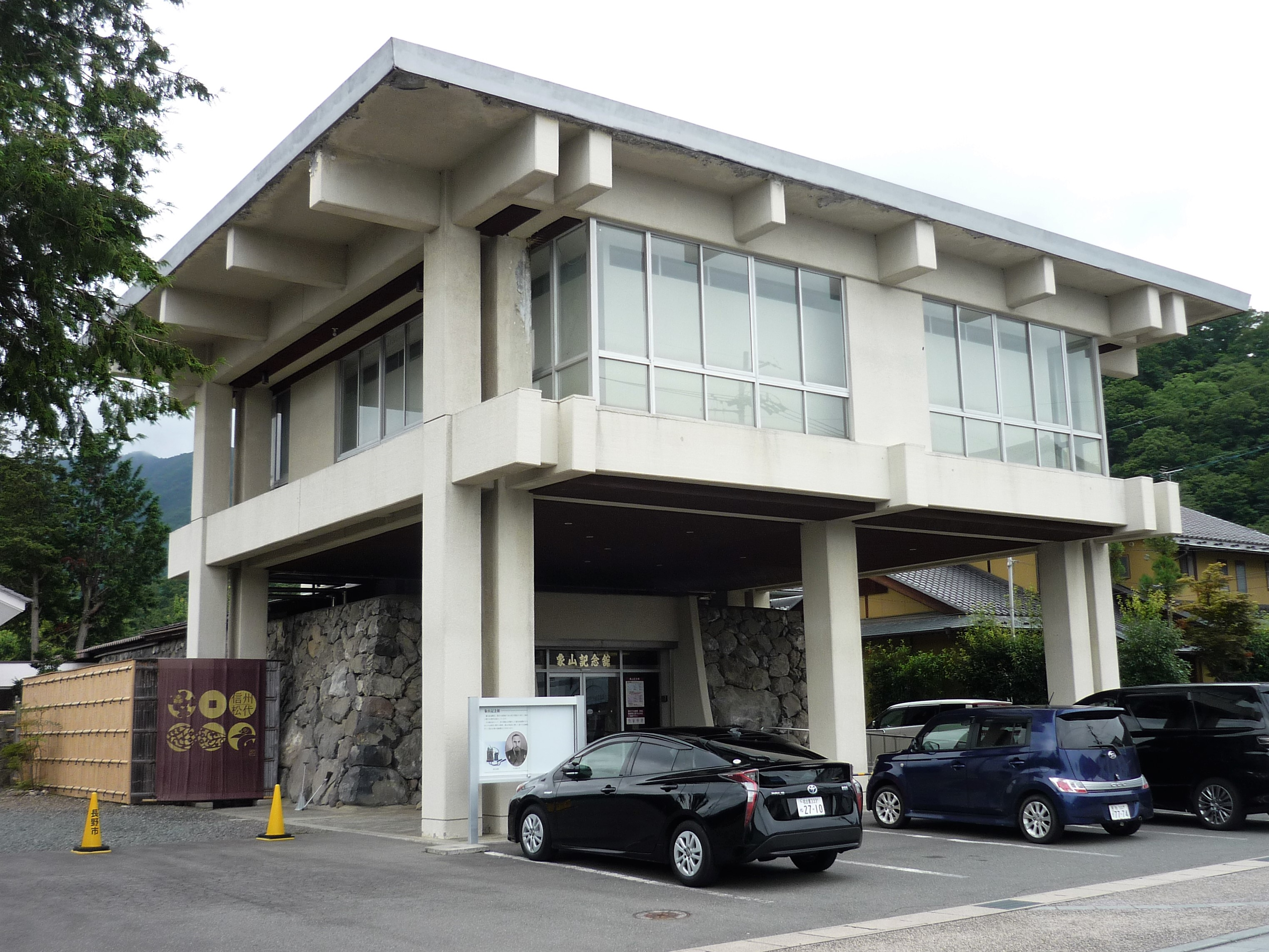
Nhà Tưởng niệm Zozan

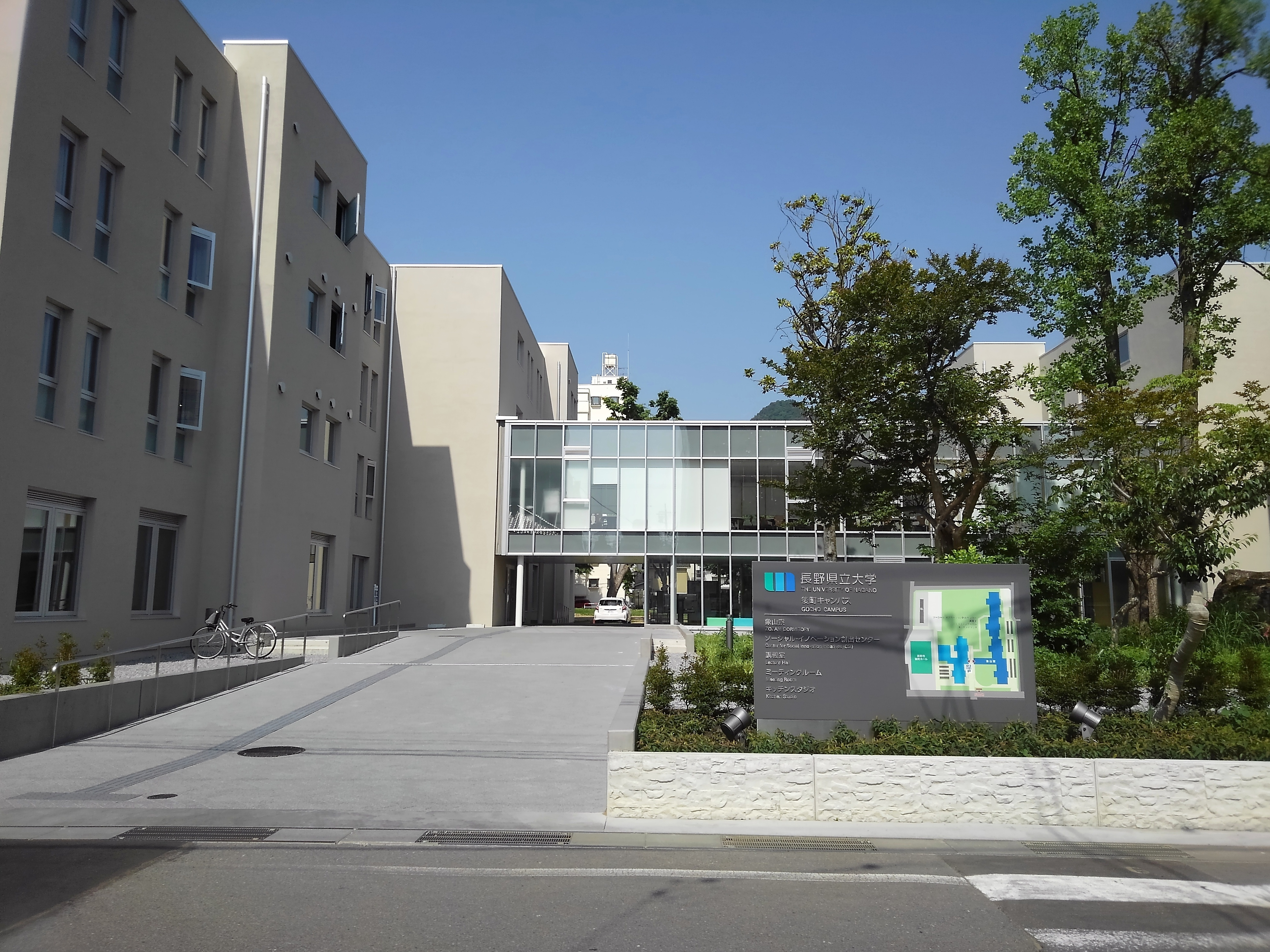
Đại học Nagano, Khuôn viên Gochō, với Ký túc xá Zozan được ghi trên bảng hiệu, và bên trái

Sakuma Shōzan chính là người đã đặt ra cụm từ "Đạo đức phương Đông, học thuật phương Tây" (東洋道徳西洋学芸 Tōyō dōtoku, Seiyō gakugei, Đông dương đạo đức Tây dương học vân) mà sau này được viết tắt thêm là "Tinh thần Nhật Bản, kỹ thuật phương Tây" (和魂洋才 Wakon Yōsai, Hòa hồn Dương tài). Khẩu hiệu sau này vẫn được sử dụng như một mô tả về cách thức mà Nhật Bản vận dụng hiện đại hóa.
Đền Shōzan được thành lập vào năm 1938 tại Matsushiromachi Matsushiro, Nagano, với Nhà Tưởng niệm Shōzan (象山記念館 Tượng Sơn ký niệm quán) 2 tầng sau này được xây dựng gần đó.
Một đài tưởng niệm mang tên ông được dựng lên gần nơi ông bị ám sát, dọc đường Kiyamachi nương theo bờ sông Takasegawa ở Kyoto.
Một bức tượng đồng của Sakuma Shōzan mang tên Tiên sinh Sakuma Shōzan (佐久間 象山 先生 Tá Cửu Gian Tượng Sơn tiên sinh) đã được dựng lên tại Kawanakajima, Nagano và được khánh thành vào ngày 2 tháng 6 năm 1959 nhằm kỷ niệm 100 năm ngày mở Cảng Yokohama.
Một bức tượng khác của Sakuma Shōzan cưỡi ngựa, cũng có tên là Tiên sinh Sakuma Shōzan (佐久間 象山 先生 Tá Cửu Gian Tượng Sơn tiên sinh) được dựng tại đền Shōzan để kỷ niệm 200 năm ngày sinh của ông.

### Đại học Nagano
Đại học Nagano (長野県立大学 Nagano Kenritsu Daigaku, Trường Dã huyện lập đại học), một trường đại học công lập ở Nagano, Nagano, khai trương vào năm 2018, đặt tên cho ký túc xá của mình là Ký túc xá Zozan (象山寮 Zōzan Ryō, Tượng Sơn liêu) tại Khuôn viên Gochō (後町キャンパス Gochō kyanpasu, Hậu Đinh Campus) theo tên Sakuma Shōzan.
Sakuma Zozan, một học giả về Tây học vào những ngày cuối cùng của Mạc phủ Tokugawa, sinh ra ở Shinshu. Những người trẻ tuổi theo học ở trường tư của ông đã trở thành động lực tiên phong trong một thời đại mới. Đại học Nagano nhằm mục đích hoạt động như một nguồn cho sự hồi sinh và truyền sinh khí trong khu vực và là cơ sở cho kiến thức sẽ làm sống dậy ngành công nghiệp, văn hóa và lối sống ở Nagano.

Ngoài ra, Sakuma còn là tên gọi của tài liệu hướng dẫn sinh viên do sinh viên làm tại Đại học Nagano; và Zōzangaku (Tượng Sơn học) là khóa học bắt buộc dành cho sinh viên năm nhất Khoa Quản lý Toàn cầu tại trường đại học, theo đó sinh viên được lắng nghe các doanh nhân, quan chức chính phủ và những người khác nói về những đổi mới và sáng kiến đặc biệt.